# 赵顽使
赵顽使（1127年—12世纪？），北宋宗室。 
赵顽使是宋朝第八代皇帝宋徽宗赵佶的倒数第二个儿子，是在1127年靖康之变北迁的途中出生的，他的母亲是狄才人，出生地在韩州（今辽宁省昌图县北八面城东南二里许古城）。他迁到五国城之后的事迹不详，最晚活到完颜亮屠杀宋朝宗室之前。